# Signature Team
Signature Team – francuski zespół wyścigowy, założony w 1990 roku. Obecnie zespół startuje w FIA World Endurance Championship oraz w European Le Mans Series. W przeszłości ekipa pojawiał się także na starcie w Pucharze Europejskiej Formuły 3, Francuskiej Formule 3, Korea Super Prix, Formule 3 Euro Series, Formule Renault V6 Eurocup, Brytyjskiej Formule 3, Le Mans Series, Formule Renault 3.5, Intercontinental LeMans Cup, oraz w American Le Mans Series.

## Starty

### Formuła Renault 3.5
W 2008 roku Signature startował we współpracy z francuska ekipą Ultimate Motorsport jako Ultimate Signature z francuską licencją
| Rok  | Bolid           | Kierowcy          | Wyścigi | Wygrane | PP | NO | Pkt | M.K. | M.Z. |
| ---- | --------------- | ----------------- | ------- | ------- | -- | -- | --- | ---- | ---- |
| 2008 | Dallara-Renault | Fabio Carbone     | 17      | 3       | 1  | 2  | 97  | 3    | 2    |
| 2008 | Dallara-Renault | Claudio Cantelli  | 5       | 0       | 0  | 0  | 3   | 28   | 2    |
| 2008 | Dallara-Renault | Esteban Guerrieri | 12      | 1       | 2  | 0  | 62  | 8    | 2    |

### Europejska Formuła 3
| Rok  | Bolid              | Kierowcy       | Wyścigi | Wygrane | PP | NO | Pkt | M.K. | M.Z. |
| ---- | ------------------ | -------------- | ------- | ------- | -- | -- | --- | ---- | ---- |
| 2014 | Dallara-Volkswagen | William Buller | 3       | 0       | 0  | 0  | 0   | NS†  | NS†  |

† – Kierowca/Zespół nie był zaliczany do klasyfikacji.

### Formuła 3 Euro Series
W latach 2003, 2006-2008 Signature widniał na liście startowej jako Signature Plus.

W 2004 roku Signature wystawił dwa zespoły: OPEL Team Signature i OPEL Team Signature-Plus.

W 2005 roku Signature wystawił dwa zespoły: Signature i Signature-Plus.

W latach 2009–2011 Signature Team widniał na liście startowej jako Signature.
| Rok  | Bolid                   | Kierowcy            | Wygrane | PP | NO | Pkt  | M.K. | M.Z. |
| ---- | ----------------------- | ------------------- | ------- | -- | -- | ---- | ---- | ---- |
| 2003 | Dallara F302-Sodemo     | Nicolas Lapierre    | 0       | 1  | 0  | 33   | 11   | 4    |
| 2003 | Dallara F302-Sodemo     | Fabio Carbone       | 1       | 0  | 0  | 55   | 6    | 4    |
| 2003 | Dallara F302-Sodemo     | César Campaniço     | 0       | 0  | 0  | 13   | 16   | 4    |
| 2004 | Dallara F302-Opel       | Giedo van der Garde | 0       | 0  | 0  | 37   | 9    | 2‡   |
| 2004 | Dallara F304-Opel       | Nicolas Lapierre    | 3       | 2  | 2  | 85   | 3    | 2‡   |
| 2004 | Dallara F302-Opel       | Loïc Duval          | 0       | 0  | 0  | 22   | 12   | 7    |
| 2004 | Dallara F302-Opel       | Gregory Franchi     | 0       | 0  | 0  | 0    | 29   | 7    |
| 2005 | Dallara F305-Opel       | Loïc Duval          | 0       | 0  | 0  | 52   | 6    | 2‡   |
| 2005 | Dallara F305-Opel       | James Rossiter      | 1       | 0  | 0  | 51   | 7    | 2‡   |
| 2005 | Dallara F305-Opel       | Fabio Carbone       | 0       | 0  | 0  | 15   | 13   | 6    |
| 2005 | Dallara F305-Opel       | Guillaume Moreau    | 1       | 0  | 0  | 47   | 8    | 6    |
| 2006 | Dallara F305-Mercedes   | Guillaume Moreau    | 0       | 0  | 0  | 32   | 10   | 3    |
| 2006 | Dallara F305-Mercedes   | Romain Grosjean     | 0       | 0  | 0  | 19   | 13   | 3    |
| 2006 | Dallara F306-Mercedes   | Charlie Kimball     | 1       | 0  | 0  | 31   | 11   | 3    |
| 2006 | Dallara F305-Mercedes   | Tim Sandtler        | 0       | 0  | 0  | 1    | 18   | 3    |
| 2007 | Dallara F306-Mercedes   | Jean-Karl Vernay    | 0       | 0  | 0  | 23   | 10   | 4    |
| 2007 | Dallara F305-Mercedes   | Yann Clairay        | 0       | 0  | 1  | 13   | 12   | 4    |
| 2007 | Dallara F305-Mercedes   | Dani Clos           | 0       | 0  | 0  | 13   | 13   | 4    |
| 2007 | Dallara F305-Mercedes   | Edoardo Mortara     | 2       | 0  | 1  | 37   | 8    | 4    |
| 2008 | Dallara F308-Volkswagen | Edoardo Mortara     | 1       | 0  | 0  | 49,5 | 2    | 2    |
| 2008 | Dallara F308-Volkswagen | Franck Mailleux     | 1       | 0  | 0  | 27   | 10   | 2    |
| 2008 | Dallara F308-Volkswagen | Jean-Karl Vernay    | 0       | 0  | 0  | 35   | 8    | 2    |
| 2008 | Dallara F308-Volkswagen | Stefano Coletti     | 0       | 0  | 0  | 6,5  | 20   | 2    |
| 2008 | Dallara F308-Volkswagen | Robert Wickens      | 1       | 0  | 0  | 10,5 | 15   | 2    |
| 2009 | Dallara F308-Volkswagen | Mika Mäki           | 1       | 0  | 1  | 43   | 6    | 3    |
| 2009 | Dallara F308-Volkswagen | Jean-Karl Vernay    | 2       | 0  | 2  | 47   | 5    | 3    |
| 2009 | Dallara F308-Volkswagen | Tiago Geronimi      | 0       | 0  | 0  | 2    | 20   | 3    |
| 2010 | Dallara F309-Volkswagen | Edoardo Mortara     | 7       | 5  | 6  | 101  | 1    | 1    |
| 2010 | Dallara F308-Volkswagen | Marco Wittmann      | 1       | 1  | 2  | 76   | 2    | 1    |
| 2010 | Dallara F308-Volkswagen | Laurens Vanthoor    | 0       | 1  | 0  | 42   | 6    | 1    |
| 2011 | Dallara F308-Volkswagen | Marco Wittmann      | 5       | 4  | 5  | 285  | 2    | 2    |
| 2011 | Dallara F309-Volkswagen | Laurens Vanthoor    | 0       | 0  | 0  | 189  | 6    | 2    |
| 2011 | Dallara F308-Volkswagen | Carlos Muñoz        | 0       | 0  | 0  | 105  | 8    | 2    |
| 2011 | Dallara F308-Volkswagen | Daniel Abt          | 0       | 0  | 1  | 150  | 7    | 2    |
| 2011 | Dallara F309-Volkswagen | Carlos Sainz Jr.    | 0       | 0  | 0  | 0    | NS†  | 2    |

† – zawodnik nie był liczony do klasyfikacji.
‡ – wyniki zespołu Signature-Plus.